# طواف لانكاوي 2010
طواف لانكاوي 2010 هو سباق دراجات هوائية أقيم بتاريخ 1–7 مارس 2010، تكون السباق من 7 مراحل وامتدّ لمسافة 1013.9 كم بسرعة 42.1 كم/س، استغرق السباق 24 ساعة 07 دقيقة 58 ثانية.